# Calamus (rodzaj)
Calamus – rodzaj morskich ryb z rodziny prażmowatych (Sparidae).

## Zasięg występowania
Wybrzeża Ameryki, głównie w zachodnim Oceanie Atlantyckim, nieliczne we wschodnim Oceanie Spokojnym.

## Klasyfikacja
Gatunki zaliczane do tego rodzaju:
- Calamus arctifrons
- Calamus bajonado – kalamus rudogłowy[3]
- Calamus brachysomus
- Calamus calamus – kalamus plamisty[3]
- Calamus campechanus
- Calamus cervigoni
- Calamus leucosteus
- Calamus mu
- Calamus nodosus
- Calamus penna
- Calamus pennatula – kalamus strojny[3], pluma[3], kalamus barwny[4]
- Calamus proridens
- Calamus taurinus

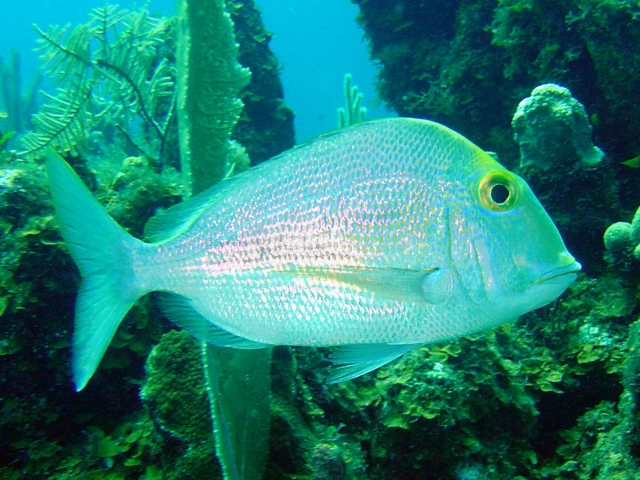
Calamus calamus